# Иванов, Владимир Иванович (партийный деятель)
Владимир Иванович Иванов (11 [23] марта 1893, Тула, Российская империя — 15 марта 1938, Москва, РСФСР) — советский партийный и государственный деятель, первый секретарь ЦК КП(б) Узбекистана (1925—1927), первый секретарь Северного краевого комитета ВКП(б) (1931—1937).

## Биография
Родился в семье кузнеца. В 1909—1910 годах — участник забастовок гимназистов. С 1912 года — активист студенческого социал-демократического движения.
В 1916 году был на несколько дней арестован за участие в студенческих кружках.
В 1918 году окончил Медицинский факультет Московского университета.
Член РСДРП с 1915 года, большевик. В феврале-июле 1917 года — секретарь Хамовнического районного комитета РСДРП(б) в Москве. В 1917—1918 годах и в во время Октябрьской революции — член Военно-революционного комитета и штаба Красной гвардии Басманного района, секретарь Басманного РК ВКП(б) г. Москвы.
С 1917 года — член президиума Моссовета, с 1918 года — член МК ВКП(б).
В августе-октябре 1918 года — председатель Камышинской уездной Чрезвычайной комиссии. В 1918—1919 годах — председатель исполнительного комитета Камышинского уездного Совета.
В сентябре-ноябре 1919 года — член Реввоенсовета Ферганского фронта в Туркестанской АССР.
В 1919—1920 годах — ответственный организатор Басманного районного комитета РКП(б) г. Москвы. В 1920—1921 годах — ответственный секретарь Ярославского губернского комитета РКП(б). В 1921—1924 годах — заместитель заведующего, заведующий организационным отделом Московского комитета РКП(б).
В мае-октябре 1924 года — председатель Московской контрольной комиссии РКП(б), заведующий Московской рабоче-крестьянской инспекцией. Член Центральной контрольной комиссии РКП(б), кандидат в члены Президиума Центральной Контрольной Комиссии РКП(б)(1924—1925).
С октября 1924 года — председатель Оргбюро ЦК ВКП(б) по Узбекской ССР. В 1924—1925 годах — первый секретарь Временного организационного бюро КП(б) Узбекистана, в 1925—1927 годах — первый секретарь ЦК КП(б) Узбекистана. Член Революционного комитета Узбекской ССР (1924—1925).
В 1927—1931 годах — второй секретарь Северо-Кавказского краевого комитета ВКП(б). В 1931—1937 годах — первый секретарь Северного краевого комитета ВКП(б).
26 января—10 февраля 1934 года делегат XVII съезда ВКП(б) с решающим голосом от Северной парторганизации.
В 1936—1937 годах — народный комиссар лесной промышленности СССР.
Член Центрального комитета ВКП(б) (1934—1937). Кандидат в члены ЦК ВКП(б) (1925—1934). 
1 ноября 1937 года был арестован и обвинён по делу «Антисоветского правотроцкистского блока». Признал себя виновным в организации в 1928 году кулацких восстаний на Кавказе, вредительстве, диверсиях и измене Родине. 13 марта 1938 года был приговорён к высшей мере наказания. Расстрелян в Москве 15 марта 1938 года.
Посмертно реабилитирован в июне 1959 года.